# Joel (namn)
Mansnamnet Joel är ett hebreiskt namn, יואל, ursprungligen Jahuel, som betyder Jahve är Gud. Det är namnet på en av profeterna och en bok i Gamla Testamentet, se Joel. Den franska formen är Joël och den feminina formen av det är Joëlle.
Namnet ökade mycket i popularitet under 1980- och 1990-talen.
1 juni 2018 fanns det totalt 20 593 personer i Sverige med namnet Joel, varav 14 743 med det som tilltalsnamn.
År 2003 fick 603 pojkar namnet, varav 486 fick det som tilltalsnamn.
Namnsdag i Sverige: 13 juli. I den finlandssvenska namnsdagslängden har Joel namnsdag 13 juli sedan starten 1929, då en egen namnsdagskalender togs i bruk för finlandssvenskar.

## Personer med namnet Joel
- Joel Adolphson, svensk Youtuber och medlem i I Just Want To Be Cool
- Joel Alme, musiker
- Joel Assur, Sveriges första tandläkare
- Joel Berglund, operasångare, operachef
- Joel Borgstrand, fotbollsspelare
- Joel Coen, amerikansk regissör och filmproducent
- Joel Gistedt, ishockeyspelare
- Joel Grey, amerikansk skådespelare
- Joel Hägglund, som bytte till Joe Hill i USA
- Joel Keller, kanadensisk skådespelare
- Joel Kinnaman, skådespelare
- Joel Lassinantti, ishockeymålvakt
- Joel Lundqvist, ishockeyspelare
- Joel Madden, amerikansk musiker
- Joel Mellin, meteorolog
- Joel Pettersson, åländsk författare och konstnär
- Joel Rundt, finländsk författare
- Joel Schumacher, amerikansk filmregissör, manusförfattare och producent
- Joel Östlund, skådespelare

## Fiktiva figurer med namnet Joel
- Joel, Bert-serien, kyrklig ungdomsledare på motorcykel som medverkar i Berts ytterligare betraktelser
- Hitte-Joel, stammande/räddhågsen målvakt i Åshöjdens BK (bok resp tv-serie).
- Joel Miller, den spelbara huvudpersonen i datorspelet The Last Of Us.